# Bloemekenswijk (Lovendegem)
De Bloemekenswijk is een wijk in de Belgische gemeente Lovendegem. De wijk ligt ten noordoosten van het centrum, over de Grote Baan, op de grens met Evergem. De wijk wordt begrensd door Oostveldkouter, Pyramidestraat, Kuitenberg, en Grote Baan.
De meeste straten in de wijk genoemd naar bloemen, zoals Roosweg, Sparrestraat, Acaciastraat, Populierstraat, Rozenhof, Leliestraat, Tulpenstraat, Asterstraat, Lobeliastraat, Violierstraat, Bremstraat, Azaleastraat, Dahliastraat, Begoniastraat, Lavendelstraat, Mimomastraat, Jasmijnstraat, Salviastraat, ...